# Didier Pasgrimaud
Didier Roger Pasgrimaud  (* 23. Februar 1966 in Châteaubriant; † 28. Januar 2021 ebenda oder in Pouancé) war ein französischer Radrennfahrer.

## Sportliche Laufbahn
Pasgrimaud war Bahnradsportler und auch im Straßenradsport aktiv. Er war Teilnehmer der Olympischen Sommerspiele 1988 in Seoul. In der Mannschaftsverfolgung unterlag der französische Bahnvierer mit Hervé Dagorné, Pascal Lino, Didier Pasgrimaud und Pascal Potié gegen Australien im Endlauf um den 3. Platz. 1986 kam er mit dem Bahnvierer auf den 6. Platz bei den UCI-Bahn-Weltmeisterschaften. 1987 wurde er Europameister in der Mannschaftsverfolgung.
Im Straßenradsport gewann Pasgrimaud 1989 die Bulgarien-Rundfahrt und 1989 Nantes–Segré. Er wurde 1989 Zweiter der Erdre Valley Tour.

## Berufliches
Nach seiner sportlichen Karriere arbeitete er als Landwirt in Châteaubriant. 

## Familiäres
Seine Kinder Daniel Pasgrimaud und Chloé Pasgrimaud wurden ebenfalls Radrennfahrer.